# Station Bloemendaal
Station Bloemendaal is een spoorwegstation in het Noord-Hollandse Bloemendaal aan de spoorlijn Amsterdam - Haarlem - Uitgeest. Het station ligt op de grens van Haarlem en Bloemendaal. Het station werd geopend op 1 mei 1900. Het is een ontwerp van Dirk Margadant. Het oorspronkelijke gebouw is niet meer in gebruik als station. Het is in particulier bezit en wordt verhuurd als vergaderlocatie. Tot 1 mei 1900 was er, vanaf juni 1888, een halte aan de Kleverlaan, zie Halte Kleverlaan. 

## Treinen
| Serie | Treinsoort    | Route                                                             | Bijzonderheden                                                                                  |
| ----- | ------------- | ----------------------------------------------------------------- | ----------------------------------------------------------------------------------------------- |
| 4800  | Sprinter (NS) | Amsterdam Centraal – Haarlem – Bloemendaal – Alkmaar – Hoorn      | Rijdt vanaf 20:00 uur één keer per uur tussen Alkmaar en Hoorn.                                 |
| 14800 | Sprinter (NS) | Uitgeest – Beverwijk – Bloemendaal – Haarlem – Amsterdam Centraal | Rijdt enkel eenmaal in de late vrijdag- en zaterdagavond en alleen richting Amsterdam Centraal. |

## Bussen
Op station Bloemendaal stopt ook buurtbus 481 (Haarlem Delftplein - Santpoort - Bloemendaal - Overveen - Haarlem Ramplaankwartier) van Connexxion.

## Verbeteringen
In 2018 is er een lift gerealiseerd om het perron (middenperron) te bereiken. Enkele jaren later is de fietsenstalling uitgebreid. Als onderdeel van de Corridordialoog Kennemerlijn wordt gekeken naar onder meer verbetering van de aansluiting van/naar Haarlem en mogelijk zelfs een naamswijziging naar bijvoorbeeld Bloemendaal/Haarlem-Noord.

## Afbeeldingen

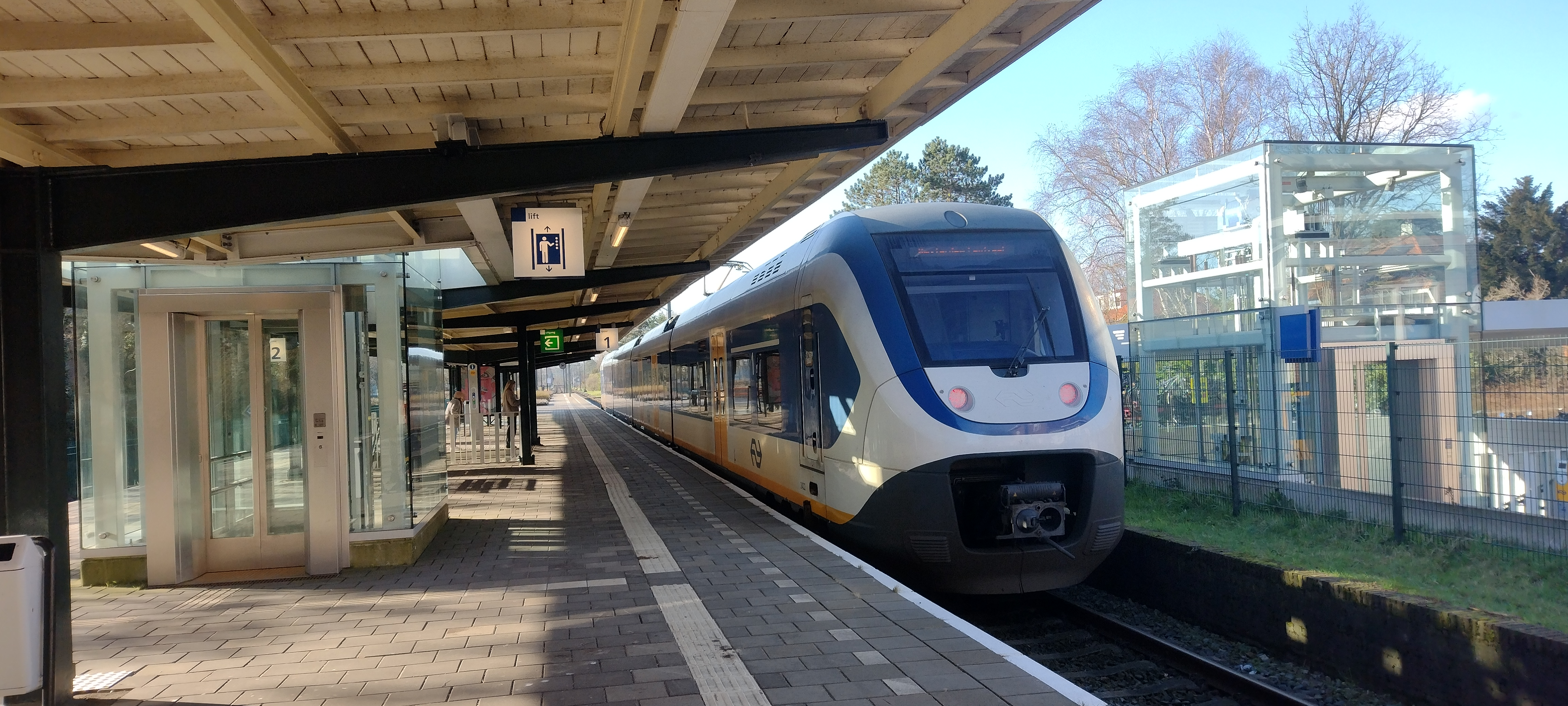
Een SLT op het station. Links de nieuwe lift
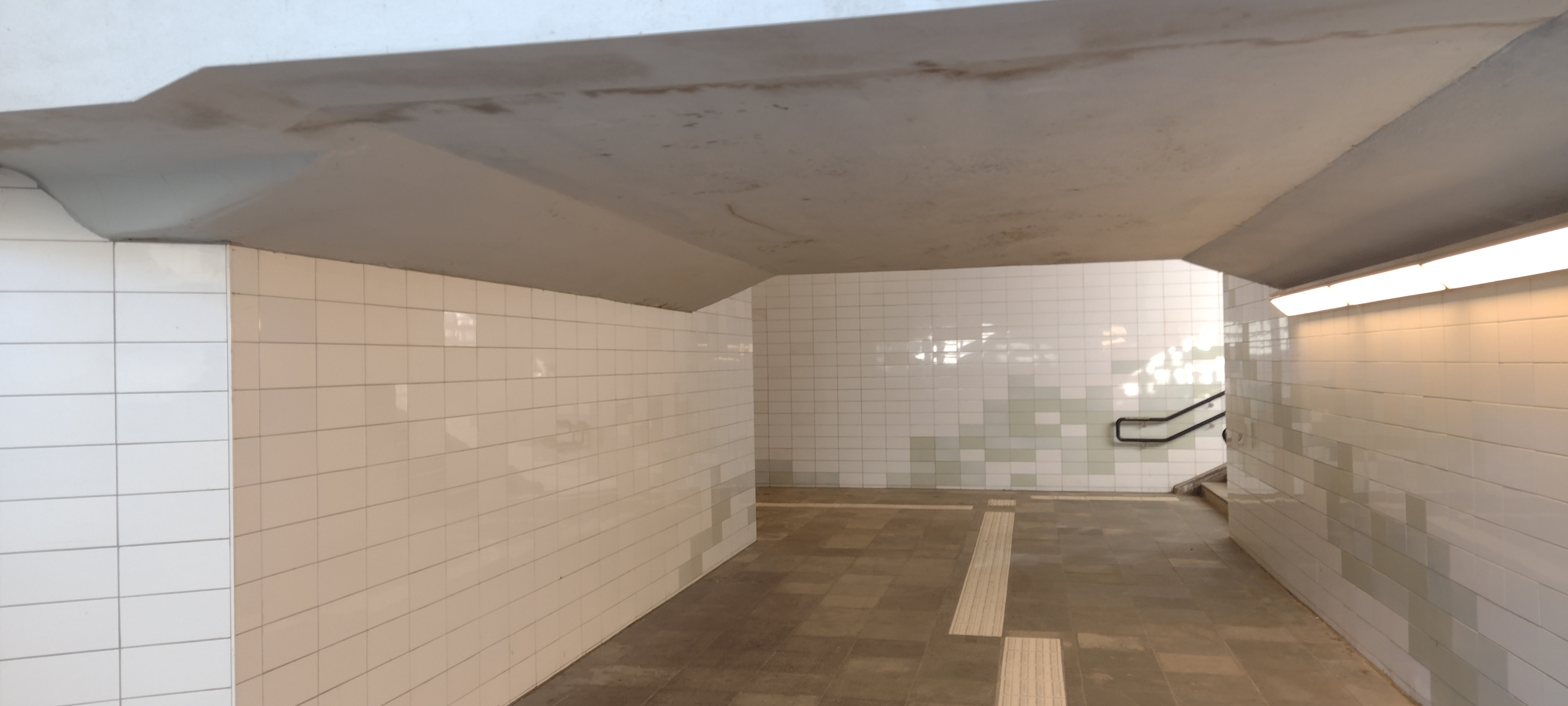
Tunnel
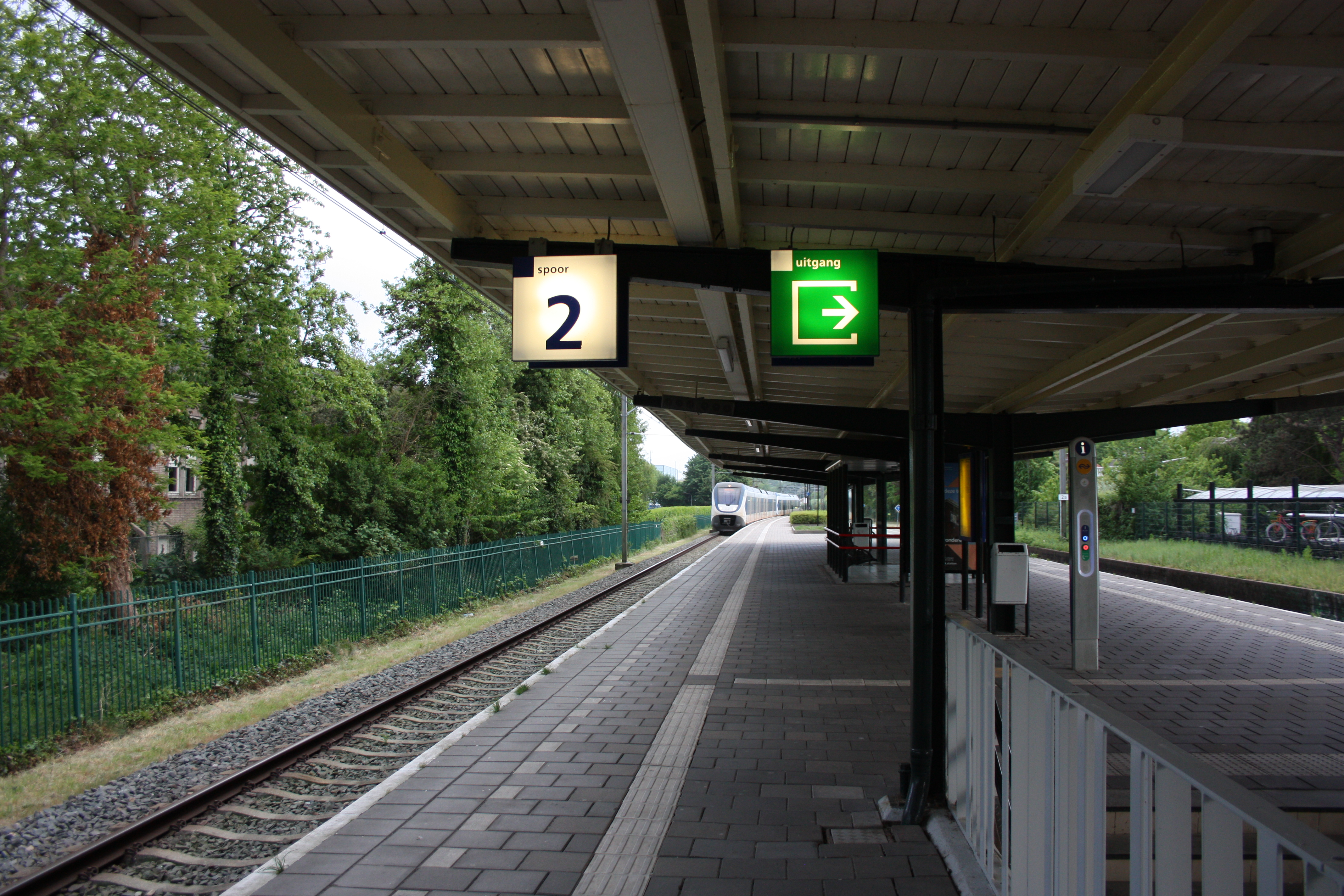
Het perron. Een SLT komt net aan
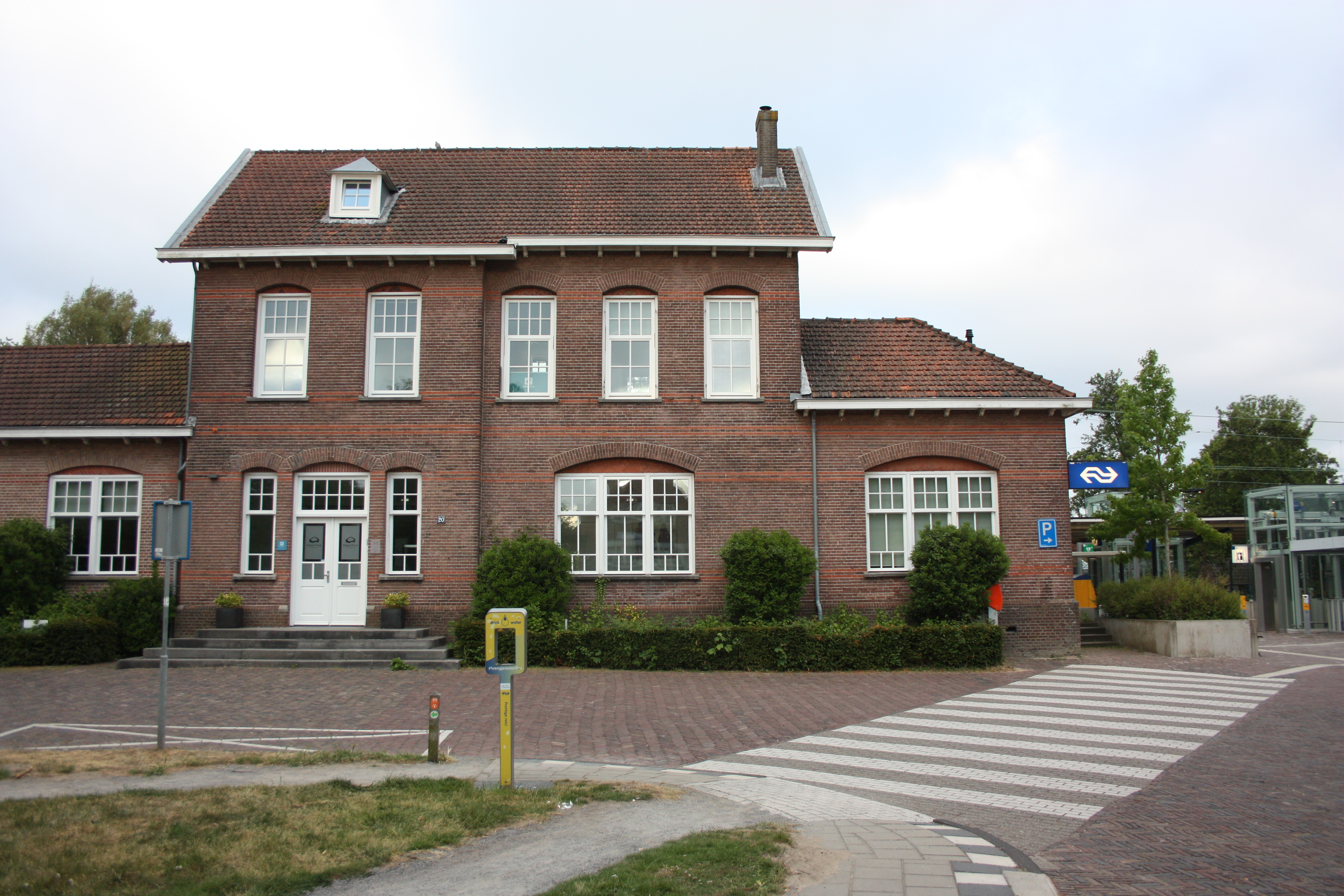
Station in 2025